# Genetisk modificeret organisme
En genetisk modificeret organisme (forkortes ofte GMO) er en organisme der ved genteknologi har fået generne modificeret, f.eks. med et gen fra en anden organisme. Ofte kan det være fra en fuldstændig ubeslægtet organisme, at det fremmede gen hentes. Populært bruges ofte udtrykket "gensplejset" eller "genmanipuleret".
Gensplejsede organismer bruges i biologisk og medicinsk forskning, til forhindring af sygdomsspredning, som genterapi, til fremstilling af farmaceutiske produkter som antibiotika og vacciner og til fremstilling af fødemidler med vitaminer eller fødemidler, der er modstandsdygtige mod skadedyr og pesticider.
De første gensplejsede afgrøder blev dyrket i USA i 1996 og 10 år senere i 2006 blev der dyrket gensplejsede afgrøder på 102 millioner hektarer, flest i USA, så Argentina, Brazilien, Canada og Indien. Inden for EU dyrkes der gensplejsede afgrøder i Spanien, Frankrig, Portugal, Tyskland og Tjekkiet.

## GMO til forskning
Mus er blevet gensplejset med menneske-ACE2 for at studere organskader forårsaget af coronavirus.
Danske forskere har bl.a. lavet en genmodificeret gris, der kan udvikle åreforkalkning, til udforskningen af sygdommen familiær hyperkolesterolæmi - en sygdom der er kendetegnet ved forhøjet kolesterol i blodet og er arvelig.
Forskere fra NASA har indsplejset et reportergen i planten Arabidopsis (Gåsemad) der danner et fluoriserede protein under stress, hvormed plantevækst kan studeres i rummet.
På et eksperimentelt niveau er hønseæg blevet genmodificeret til at indeholde de vigtige immunfaktorer, cytokinerne interferon-alfa2a (IFN-α2a), interferon-beta (IFN-β) og makrofag-kolonistimulerende faktor (macrophage-CSF).

## GMO til "molecular farming"
"Molecular farming" direkte oversat til molekylært landbrug, dvs. dyrkning af GMO-planter, er blevet foreslået eller forsøgt med henblik på at fremstille lægemidler som f.eks. antistoffer og vacciner, f.eks. tomme virus-lignende partikler og spike-proteinet fra Coronavirus. Nogle resultater er opnået som med det eksperimentelle antistof ZMapp mod Ebolavirus, der først blev brugt under Ebolaepidemien i 2015.

## GMO til forhindring af sygdomsspredning
Sterile myg er blevet fremstillet for at hindre sygdomsspredning af dengue-feber (OX513A-myg). Ved brug af sterile myg er myggebestanden faldet med 79% i et område i Brazilien. Årligt smittes 50 millioner mennesker med dengue-feber hvoraf 25.000 dør og i begyndelsen af 2015 diskuteres det voldsomt som metoden skal bruges i Florida.
Forsøg udføres med henblik på at begrænse spredningen af andre sygdomme spredt af myg.

## Gensplejsede fødemidler
Listen over genetisk modificerede fødemidler omfatter bl.a. soyabønner, bomuld, lucerne, papaya, tomater, kartofler, raps, sukkerrør, sukkerroe, ris, squash, peberfrugt og æbler.

### Modstandsdygtighed
Mange af de genmodificerede fødemidler er ændret for at gøre dem resistente over for skadedyr eller pesticider. En anden måde at udvikle fødemidler på, er at fjerne giftige stoffer fra planter.

### Fotosyntesen
Da fotosyntesen ofte anses for at være begrænset af enzymet RuBisCO som igen begrænser plantevæksten, er forskere i gang med at øge fotosyntesen ved at genmodificere RuBisCO, sådan at man øger enzymets katalytiske aktivitet og/eller nedsætter tempoet i iltningsaktiviteten. Metoder, som man er begyndt at undersøge, omfatter overførelse af RuBisCO-gener fra én organisme til en anden, forøgelse af niveauet for dannelse af RuBisCOs underenheder, dannelse af RuBisCOs korte kæder ud fra grønkorn-DNA og ændring af RuBisCo-generne, så man kan forsøge at øge tendensen til kulstofbinding og dermed øge udbyttet.

### Soyabønner
Ifølge årsrapport for 2012 fremstillet af ISAAA (International Service for the Acquisition of Agri-biotech Applications) er 81 % af al verdens soja gensplejset. 35 % af al verdens majs er ligeledes gensplejset.

### Æbler der ikke bruner
I 2015 har USDA godkendt GMO-æbler der stort set ikke producerer PPO, polyphenol oxidase, det enzym der bruner frugt og andre plantedele efter bid, stød eller andre skader.

### Nye fødemidler
De nye genteknologier som CRISPR gør det muligt at imitere forædlingsforløb på kort tid og udvikle planter til fødevarer, som f.eks. ananaskirsebær.

## Nogle GMO’er
- E. coli genetisk modificeret med et Salmonella-gen.[16]
- E. coli genetisk modificeret med et syntetisk gen for humant insulin.[17]
- Mus genetisk modificeret med genet for GFP, et grønt fluorescerende protein fra vandmanden Aequorea victoria[18]
- Kat genetisk modificeret bl.a. med genet for GFP for at studere HIV[19]
- GloFish, genetisk modificeret zebrafisk med fluorescerende proteiner.
- Kanin genetisk modificeret med genet for GFP.[20]
- Majs og bomuld genetisk modificeret af firmaet Monsanto til at modstå ukrudtsmidlet ”Roundup”, glyfosat.
- MON 863-majs genetisk modificeret af firmaet Monsanto med genet for et insekticid (protein) fra Bacillus thuringiensis
- Kartofler genetisk modificeret med lectinet GNA, se om Pusztai-affæren nedenfor
- Majs genetisk modificeret med genet for enzymet phytase fra skimmelsvampen Aspergillus niger.[21]
- Ris genetisk modificeret med genet for et insekticid (protein) fra Bacillus thuringiensis[22]
- Ris genetisk modificeret som "golden rice" eller gyldne ris til at producere beta-caroten, forstadiet til vitamin A[23]
- AquAdvantage, en atlanterhavslaks der er genetisk modificeret til forøget produktion af væksthormon
- Flavr Savr, en genmodificeret tomat med et antisense-gen, der skulle sinke modningsprocesserne.[24][25]
- Poppel-træ er blevet genmodificeret som genvej til lettere fremstilling af biobrændsel.[26]
- Tomat med chili.[27]

## Diskussionen for eller imod gensplejsede fødemidler
På grund af lectinernes aktivitet som pesticider, er fødemidler blevet genetisk modificeret med lectin-gener som Bt-toxinet fra Bacillus thuringiensis. Et andet aktivt lectin stammer fra vintergækker. Det benævnes GNA for Galanthus nivalis agglutinin, og der er bl.a. blevet udført forsøg med GNA-genet overført til kartofler. Herom sagde i 1998 Arpad Pusztai, en skotsk-ungarsk biokemiker og ernæringsforsker, i et interview på britisk TV (World in Action), at hans forskningsgruppe havde observeret skader på tarmsystemet og immunsystemet på rotter fodret med de genetisk modificerede kartofler. Bl.a. sagde han: "If I had the choice I would certainly not eat it", og "I find it's very unfair to use our fellow citizens as guinea pigs". Disse bemærkninger startede Pusztai-sagen om genetisk modificerede fødemidler.
Bt-toxinerne fra Bacillus thuringiensis anses for at være uskadelige for mennesker og dyr bortset fra visse insekter, og derfor anses afgrøder modificeret med Bt-toxiner for at være en mere miljøvenlig måde at bekæmpe skadedyr på end brugen af insekticider.. Effekten af den modificerede afgrøde spreder sig til et større område, hvor antallet skadedyrene falder, som vist i en stor undersøgelse i Kina.  Alligevel har der været stor diskussion om indførelsen og forbrug af gensplejsede fødevarer. I Danmark debatteres det stadig, om genmodificerede fødevarer er skadelige for mennesker og miljøet. Mens man andre steder som for eksempel i USA og i andre lande i EU ikke ser de store problemer med de genmodificerede fødevarer.

En mulig konsekvens ved dyrkning af genmodificerede afgrøder er spredning af pollen, hvorved GM-plantens egenskab(er) overføres til beslægtede, vilde planter. Dette er bl.a. sket i USA, hvor fx herbicidtolerant raps har krydset sig med agerkål, som således også er blevet herbicidtolerant. Det har øget behovet for sprøjtemidler og man taler om såkaldt superukrudt, som breder sig uhindret. Anvendelsen af herbicidresistente afgrøder er også blevet kritiseret på grund af det øgede forbrug af herbicider og deres miljøpåvirkning.
En meta-analyse af mere end 6000 videnskabelige artikler viste i 2018 at GMO-majs havde et meget forhøjet udbytte og betydelige sundhedsfordele.